# Comuna Velîkîi Cerneatîn, Starokosteantîniv
Velîkîi Cerneatîn (în ucraineană Великий Чернятин) este o comună în raionul Starokosteantîniv, regiunea Hmelnîțkîi, Ucraina, formată din satele Malîi Cerneatîn, Orihivka și Velîkîi Cerneatîn (reședința).

## Demografie
Componența lingvistică a comunei Velîkîi Cerneatîn
     Ucraineană (98,62%)
     Rusă (1,21%)
     Alte limbi (0,12%)
Conform recensământului din 2001, majoritatea populației comunei Velîkîi Cerneatîn era vorbitoare de ucraineană (98,62%), existând în minoritate și vorbitori de rusă (1,21%).